# Nassarius herosae
Nassarius herosae là một loài ốc biển, là động vật thân mềm chân bụng sống ở biển thuộc họ Nassariidae.